# 强首
强首（강수，?—?），新罗国儒学家。大约生活于公元7世纪晚期到八世纪初期。
有的文献资料记载以汉字偏旁读写朝鲜语的吏读为692年强首与汉学家薛聪等创造，这种用汉字部首或读音标记新罗语的方法使新罗人能用本族语理解汉文，对于新罗国的文化前进起到了卓越的贡献。 
高丽国的 金富軾撰的《三國史記》对强首有些充分的肯定，在列传第六，与 薛聪 , 崔致远等儒学大家合撰。